# Калинина (Тюменская область)
Калинина — упразднённая деревня в Скородумском сельском поселении Упоровского района Тюменской области. 

## География
Располагалась на правом берегу реки Тобол в 3 км западнее села Скородум.

## История
Своё название получила по зарослям кустов калины, которые росли по берегам реки Тобола и озер.
Впервые упоминается в переписи 1710 года, в 10 дворах проживало 40 человек..
- В 1912 году в деревне было 2 ветряные мельницы.[3]
- В годы Великой Отечественной войны ушли на фронт 20 человек из них 13 человек не вернулись домой.[3]
- Деревня стояла в пойме реки Тобола и одной из причин исчезновения её являлись разрушительные наводнения.[3]
- Решением Упоровского РИК от 28.11.1973 года была упразднена.[3]

Административно-территориальное деление
С 1710 года относилось к слободе Суерской, с 1796 в составе Суерской волости; в составе сельсоветов: с 1919 — Поспеловского; с 17.06.1954 года — Скородумского.

## Население
| 1710 | 1782 | 1816 | 1834 | 1858 | 1897 | 1926 |
| 40   | 76   | 190  | 257  | 273  | 197  | 206  |

## Сельское хозяйство
- В 1930 году образован колхоз им. Калинина. В 1933 году в нем насчитывалось: 78 коров, 26 лошадей, 132 овец, 202 свиней. В 1937 году имелось 34 двора с населением 185 чел., были: начальная школа, магазин, кузница, мастерская по дереву.[3]

## Транспорт
Просёлочная дорога, идущая между селом Скородумом и деревней Московка по берегу Тобола.